# Krokos (mitologia)
Krokos (stgr. Κρὀκος Krókos, łac. Crocus) – w mitologii greckiej młodzieniec nieszczęśliwie zakochany w nimfie Smilaks. Został zamieniony w szafran (krokus).